# Каркасна система готичної архітектури

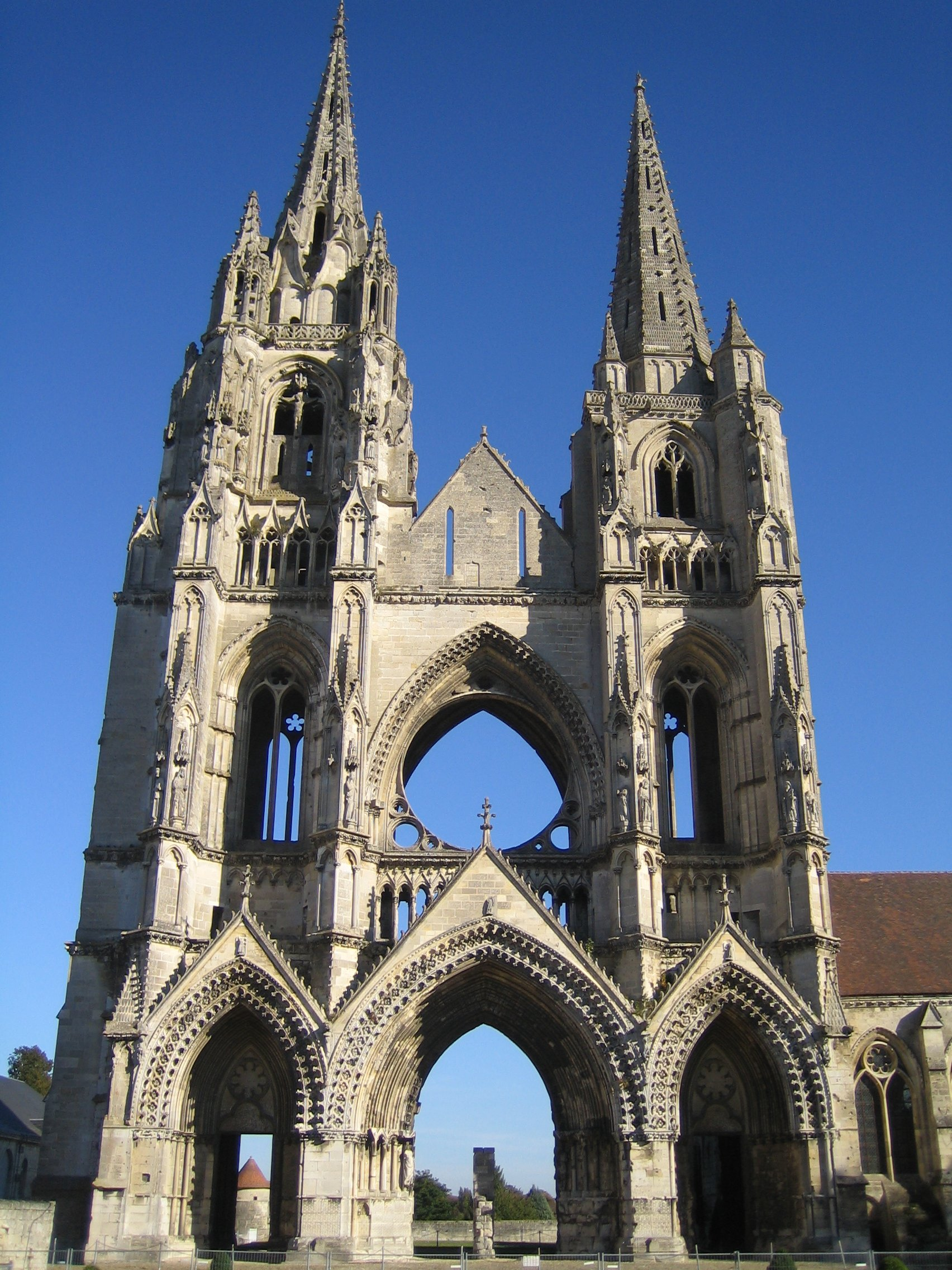
Зруйнований собор абатства Сен-Жан де Вінь, Суассон, демонструє оголений каркас фасаду готичної будівлі

Каркасна система готичної архітектури — сукупність конструктивних будівельних прийомів, що з'явилися в готиці, яка дозволила змінити розподіл навантаження в будівлі і помітно полегшити його стіни і перекриття. Завдяки цим винаходом, архітектори середньовіччя змогли значно збільшити площу і висоту споруд. Основними елементами конструкції є контрфорси, аркбутани та нервюри.

## Опис
Головною рисою готичних соборів є їх ажурна структура, що є різким контрастом до масивних конструкцій попередньої романської архітектури.

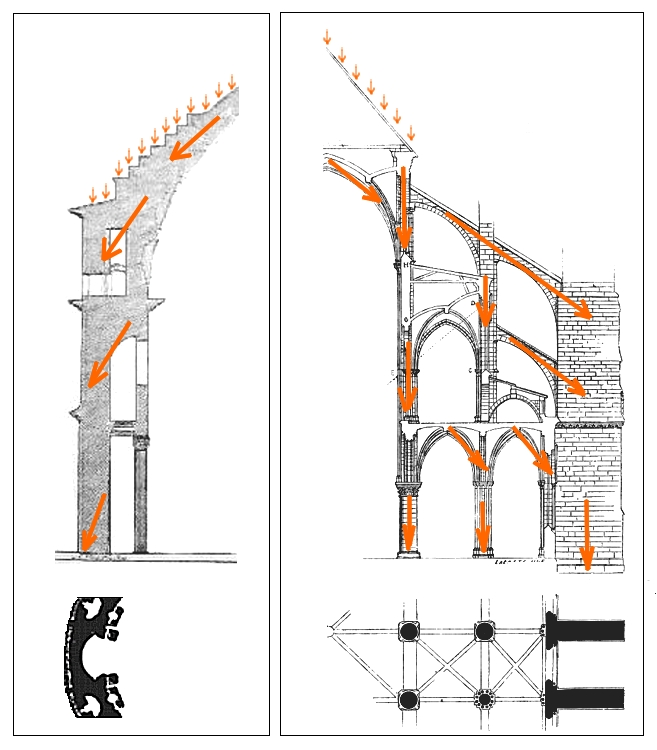
Два варіанти розподілу навантажень: романський (ліворуч) і готичний (праворуч)

### Розподіл навантаження
Технічним проривом архітекторів готики стало їх відкриття нового способу розподілу навантаження. Будь-яка окрема будівля має два види навантажень: від власної ваги (включаючи перекриття) і погодні (вітер, дощ, сніг). Навантаження від стін передається до фундаменту, нейтралізуючи його в землі. Саме тому кам'яні будинки будуються ґрунтовніше, ніж дерев'яні, тому, що камінь важчий за деревину, зазнає більшої загрози обвалення в разі помилки в розрахунках. Романська архітектура, почасти є спадкоємицею давньоримської, в якій опорними частинами будівлі були всі стіни цілком. Якщо архітектор бажав збільшити розмір склепіння, то таким чином збільшувалась і його вага, і стіну доводилося потовщувати, щоб вона могла витримати вагу такого зводу.
Вирішальною для розвитку готики став здогад, що вага і тиск кам'яної кладки можуть концентруватися в певних точках, і якщо їх підтримати саме в цих місцях, іншим елементам споруди вже не обов'язково бути опорними. Так виник готичний каркас — хоча передумови для нього з'явилися дещо раніше: «Історично цей конструктивний прийом виник з удосконалення романського хрестового зводу. Уже романські зодчі в деяких випадках викладали шви між розпалубками хрестових склепінь камінням, що виступає назовні. Однак такі шви мали тоді чисто декоративне значення, звід як і раніше залишався важким і масивним».
Новаторство технічного рішення полягало в наступному: звід перестали спирати на суцільні стіни будівлі, масивний циліндричний звід замінили ажурним нервюрним хрестовим, тиск цього зводу передається нервюрами і арками на стовпи (колони), а бічний розпір сприймається аркбутанами і контрфорсами.

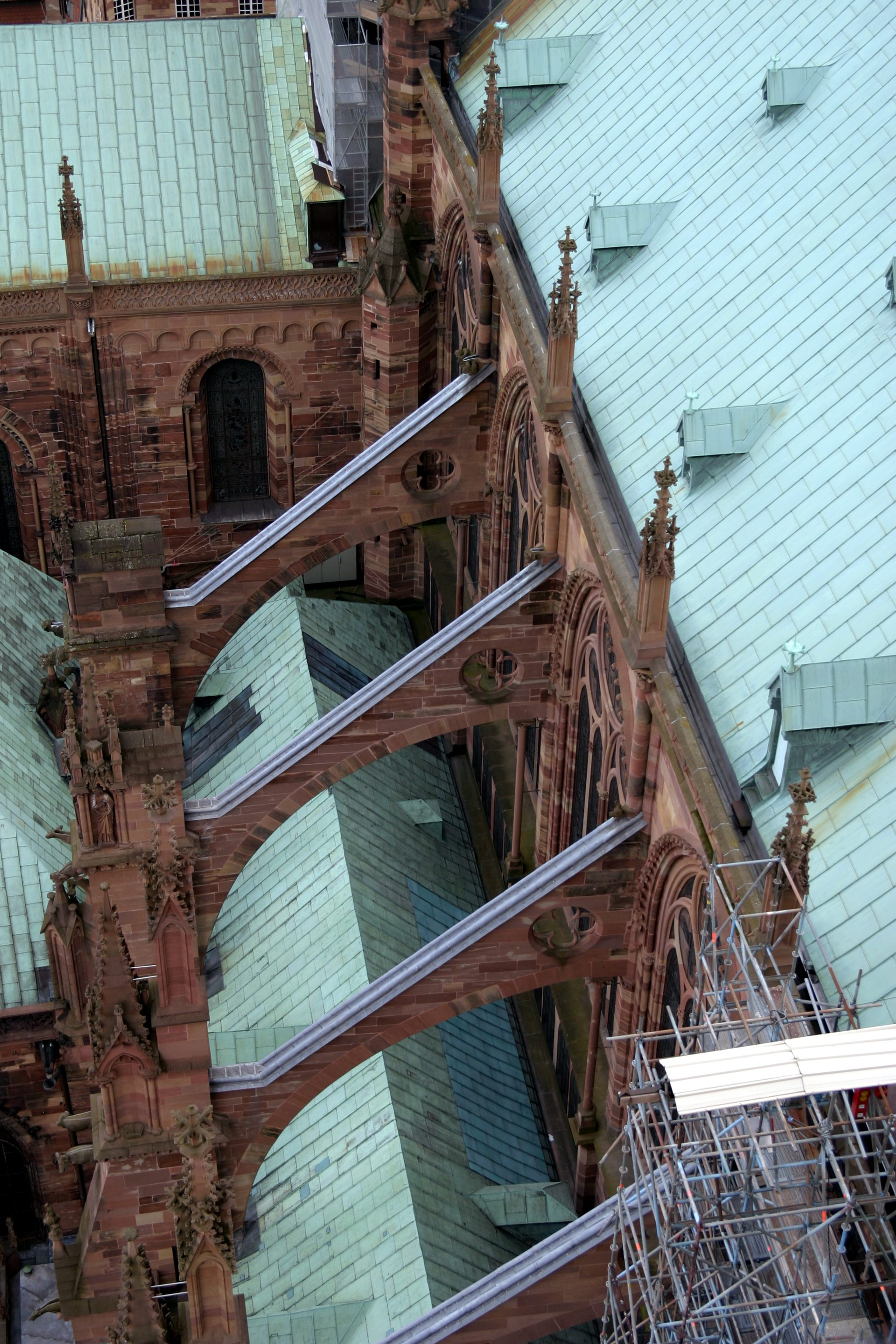
Аркбутани Страсбурзьського собору